# Судар, Перо
Перо Судар (хорв. Pero Sudar, 3 июля 1951 года, Югославия) — католический прелат, вспомогательный епископ архиепархии Врхбосны с 28 мая 1993 года.

## Биография
После окончания семинарии в Сараево Перо Судар был рукоположён 29 июня 1977 года в священника. Изучал каноническое право в Риме.
28 мая 1993 года Римский папа Иоанн Павел II назначил Перо Судара вспомогательным епископом Врхбосны и титулярным епископом Сели. 7 января 1994 года состоялось рукоположение Перо Судара в епископа, которое совершил в сараевском соборе Святейшего Сердца Иисуса архиепископ Врхбосны Винко Пулич в сослужении с архиепископом Загреба кардиналом Франьо Кухаричем и епископом Джяково-Осиека Цирилом Косом.